# 北海道西南近海地震
北海道西南近海地震（日语：北海道南西沖地震）是一場在1993年7月12日日本於當地時間在深夜10點17分12秒，發生在北海道奧尻郡奧尻町北方日本海海底的大地震。地震規模估計為Mj7.8、推定最大震度為6（烈震）。震源附近的奧尻島發生了火災以及巨大海嘯，造成了有230人罹難或著是失蹤。這場地震也稱為奧尻島地震。

## 地質
震源位於在北緯42度46.9分、東經139度10.8分，深度為35公里。歐亞大陸板塊與北美洲板塊發生了碰撞，斷層位於在日本海東緣變動帯奧尻海嶺。
多個研究機關已對這場地震進行了研究。断層長度為120公里，餘震範圍是南北為150公里。
斷層破裂20秒之後，南側區域也發生了錯動，地震持續時間是40秒。
北海道西南近海地震也導致了奧尻島下沉，島嶼北側約為30公分，島嶼南側為60公分到70公分。2013年調査顯示奧尻島北海岸幾乎沒有下沉，東海岸繼續下沉中，西海岸隆起（高度介於4公分到8公分）

### 前兆
北海道西南近海地震發生之前，並且未觀測到特異隆起或著是前震。但是科學家之後來發現、地震震央的活動附近從1992年就開始了增加。1984年3月18日到5月10日，奧尻島也觀測到群發地震。

## 海嘯
北海道西南近海地震發生4分鐘到5分鐘之後，巨大海嘯就已經抵達了北海道南西岸瀬棚町、大成町。因為這場地震在深夜的時候發生，並且未拍攝到巨大海嘯襲擊海岸的情況。藻內西方沖約15公里發生的海底山崩就很有可能是引發巨大海嘯的原因。
奧尻島西側遭遇的海嘯較高，藻內地區達到了為31.7公尺。東京大學科學家調査高度為30.6公尺。奧尻島稻穗地區海嘯是8.5公尺，奧尻地區是3.5公尺，初松前地區是16.8公尺。

## 各地震度
| 震度 | 都道府縣 | 市區町村                             |
| ---- | -------- | ------------------------------------ |
| 6    | 北海道   | 奧尻町（估计）                       |
| 5    | 北海道   | 江差町 小樽市 壽都町                 |
| 5    | 青森縣   | 深浦町                               |
| 4    | 北海縣   | 函館市 俱知安町 室蘭市 苫小牧市      |
| 4    | 青森縣   | 青森市 陸奧市                        |
| 3    | 北海道   | 札幌市 岩見澤市 羽幌町 留萌市 帶廣市 |
| 3    | 青森縣   | 八戶市                               |
| 3    | 秋田縣   | 秋田市                               |

## 報導

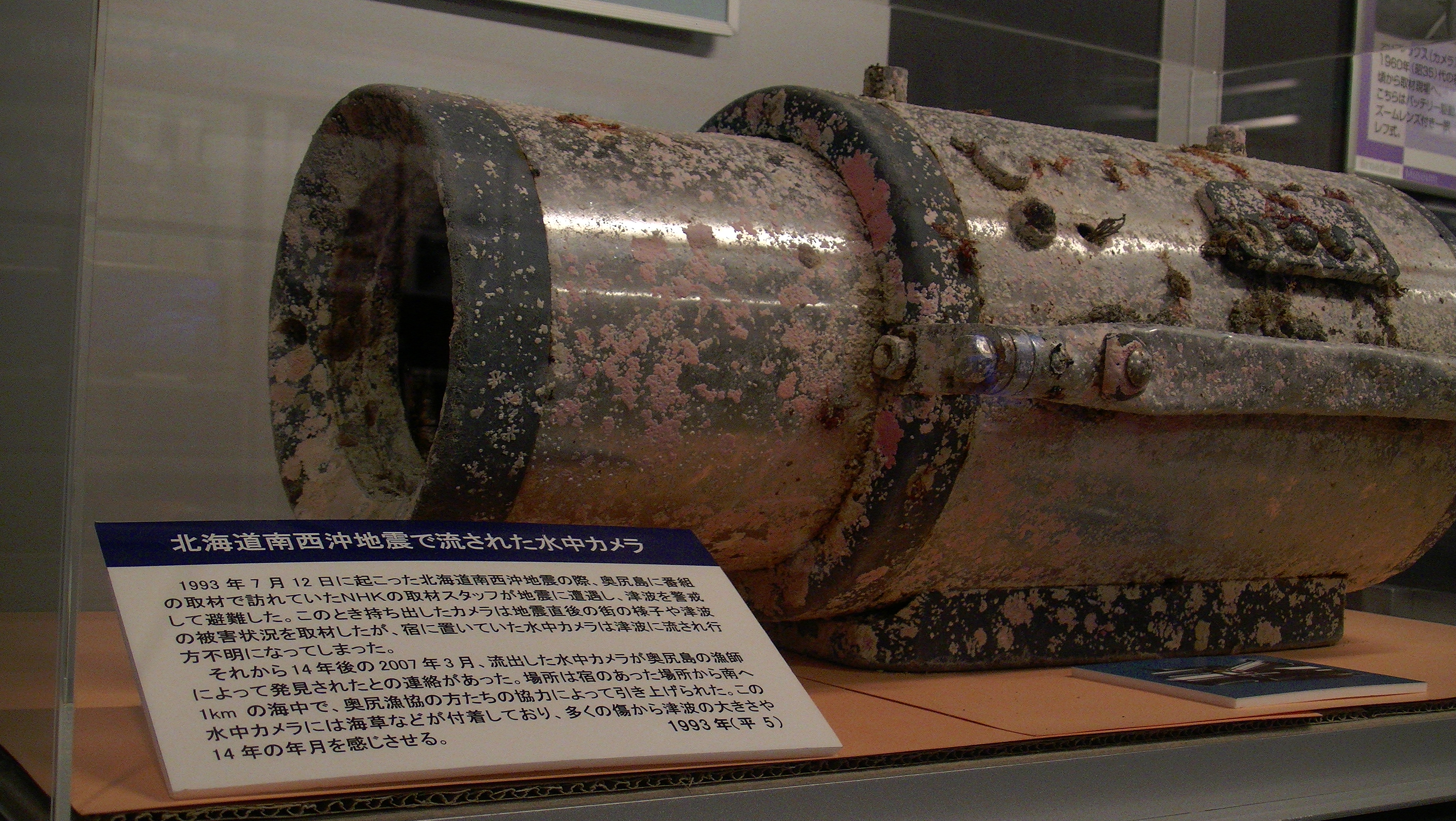
這場地震的时候被冲走的水下摄像机

氣象廳及NHK於地震發生之後就發布海嘯消息，地震發生5分鐘之後（深夜10點22分）、氣象廳針對北海道日本海沿岸、北海道西方四島全域、東北地方日本海沿岸發布了大海嘯警報，針對北海道、東北地方太平洋沿岸也發布了海嘯警報，針對鄂霍次克海沿岸也發布了海嘯注意警報。

## 破壞
奧尻島並未設置地震計，災害由北海道壽都町老舊觀測所進行了報道，壽都町观测到震度為4。最後罹難人數有201人（包含青森县1人）、失蹤人數有29人、負傷者有323人。房屋全毀有601棟、半毀有408棟、部分損毀有5,490棟、燒毀有192棟、海水倒灌有455棟。
| 地區                          | 罹難 | 失蹤 | 重傷      | 住宅全毀 | 半毀 | 部份損毀 | 地板以上海水倒灌 | 地板以下海水倒灌 |
| ----------------------------- | ---- | ---- | --------- | -------- | ---- | -------- | ---------------- | ---------------- |
| 奧尻町                        | 175  | 27   | 48        | 426      | 55   | 345      | 48               | 19               |
| 其他                          | 26   | 2    | 18        | 164      | 292  | 3,119    | 163              | 117              |
| 合計                          | 201  | 29   | 66        | 590      | 347  | 3,464    | 211              | 136              |
| 自治省消防廳資料（1994/6/20） | 202  | 28   | 負傷：323 | 601      | 408  | 5,490    | 221              | 234              |

### 山崩
奧尻島東部奧尻地區發生了山崩，飯店工作人員以及觀光客總共有28人罹難。道道奥尻島線因為山崩而暫停通行。
奧尻島並未設置地震計，推定最大震度是6級。後來對青苗地區房屋進行調查之後、發現當時震度達到7級的可能性不低。

### 海嘯
奧尻島人口4%（198人）在這場巨大海嘯中罹難或者是失蹤、北海道本島島牧村北檜山町、濑棚町、大成町也出現了傷亡。北海道利尻町至山口縣與對馬也觀測到海嘯、在中國的地方也出現浪高高度為2公尺到4公尺巨大海嘯侵襲，導致了船舶、港湾設施損毀。
地震發生之後2分鐘到3分鐘內，第一波的巨大海嘯就抵達了奧尻島西部。在5分鐘到7分鐘之後，巨大海嘯也抵達了藻內地區水力發電所。北海道本土側茂津多岬附近在地震發生之後約5分鐘也遭到了巨大海嘯侵襲。第二波巨大海嘯於第一波海嘯抵達10分鐘之後就侵襲了奧尻島西部。奧尻島南部青苗地區是巨大海嘯災害最嚴重的區域，當時居民有1,401人，罹難或者是失蹤達109人，負傷有129人，住宅全毀有400棟。

### 火災
青苗地區在海嘯侵襲後發生9件火災，當時東北風風速為10公尺，導致火災迅速蔓延。深夜10點40分左右，青苗北部旅館就開始失火。凌晨12點30分，漁業協同組合倉庫、食堂也都發生了火災。最後火災延燒面積約5公頃，燒毀有192棟房屋。
青苗地區最後只有17棟房屋未被燒毀，其他房屋都遭到了破壞。

## 災後重建
重建投入費用約927億日圓（單純以當時島上人口（約4,700人）乘每人1,970萬日圓來計算）。

## 影響
為了海嘯預報迅速化，設置地震觀測網。
海嘯漂流物包含腳踏車，其所有者與保險公司達成協議後，根據災害廢棄物處理特別措置法（平成23年法律第99號）來處置。

## 外部連結
- 北海道南西沖地震教訓情報資料集（页面存档备份，存于） 內閣府
- 1993年北海道南西沖地震の断層要素の推定とその津波の特性東京大学地震研究所彙報. 第69冊第1/2号, 1994.9.30, pp. 39–66
- 北海道南西沖地震による奥尻島の津波（页面存档备份，存于） 東京大学大学院 工学系研究科 綜合研究機構
- 北海道南西沖地震・津波 長崎大学環境科学部
- 北海道南西沖地震（页面存档备份，存于） 奧尻町
- 北海道南西沖地震（页面存档备份，存于） 防災系統研究所
- 北海道南西沖地震
- 北海道南西沖地震PDF